# 佐久間安政
佐久間安政（日语：／ Sakuma Yasumasa，1555年—1627年6月8日）日本戰國時代至江戶時代前期武將、大名。近江國高島藩主、信濃國飯山藩第一任藩主。佐久間盛次次子，佐久間盛政之弟，柴田勝政、佐久間勝之的兄長。別名安次。保田知宗養子。官位：從五位下備前守。

## 生涯
安政與兄弟們共同出仕織田信長，最初隸屬於佐久間信盛軍團，參加石山本願寺的進攻。後來歸屬柴田勝家，在賤岳之戰奮鬥。小牧長久手之戰站在德川家康和織田信雄一方，與守備岸和田城的中村一氏交戰。
在小田原征伐後，秀吉赦免其罪，恢復本姓佐久間，出仕蒲生氏鄉。領有出羽國小國。鎮壓葛西大崎一揆戰功顯赫。氏鄉死後成為秀吉直屬家臣，賜予信濃國禎島城。
慶長3年（1598年）秀吉死後，安政接進德川家康，被給予近江國小河7000石。慶長5年（1600年）關原之戰隸屬於東軍，因功加增近江國高明郡，合計後為1萬3000石大名。慶長12年（1607年）移轉到江戶城。在此時增封常陸國小田5000石，合計1萬8000石。
元和元年（1615年）參加大坂夏之陣有功，再增封信濃國飯山，合計3萬2000石。為飯山藩祖。元和3年（1617年）擔任德川秀忠的御伽眾。寬永4年（1627年）在江戶死去，享年73歲。